# Brackenridgia heroldi
Brackenridgia heroldi là một loài chân đều trong họ Trichoniscidae. Loài này được Arcangeli miêu tả khoa học năm 1932.